# Žalgiris Kowno (piłka nożna)
Žalgiris Kowno, także Żalgiris Kowno (lit. Futbolo Klubas Kauno Žalgiris) – litewski klub piłkarski z siedzibą w mieście Kowno, w zachodniej części kraju.

## Historia
Chronologia nazw:
- 2005: FM Spyris
- 2010: Aisčiai
- 2011: FK Spyris
- 2016: Žalgiris Kowno

Klub został założony w 2005 roku jako FM Spyris. W tymże roku zespół startował w rozgrywkach w II lidze (grupa Pietūs). W sezonie 2010 zmienił nazwę na Aisčiai i zajął drugie miejsce w grupie Pietūs i awansował do I ligi. W 2011 powrócił do nazwy FK Spyris. W 2014 uplasował się na czwartej pozycji, ale otrzymał promocję do najwyższej ligi Mistrzostw Litwy. Na początku 2016 przyjął nazwę Žalgiris Kowno. W sezonie 2017 po raz drugi z rzędu zajął ostatnie miejsce i został relegowany ligę niżej.
W sezonach 2021/2022, 2022/2023 i 2023/2024 występował w fazach eliminacyjnych Ligi Konferencji Europy UEFA.

## Bilans ligowy od sezonu 2013

### FK Spyris (2013–2015)
| Sezon | Div. | Liga       | Pozycja | @      | Uwagi |
| ----- | ---- | ---------- | ------- | ------ | ----- |
| 2013  | 2.   | Pirma lyga | 5.      | [ 9 ]  |       |
| 2014  | 2.   | Pirma lyga | 4.      | [ 10 ] | Awans |
| 2015  | 1.   | A lyga     | 5.      | [ 11 ] |       |

### Žalgiris Kowno (od 2016)
| Sezon | Div. | Liga   | Pozycja | @      |
| ----- | ---- | ------ | ------- | ------ |
| 2016  | 1.   | A lyga | 8.      | [ 12 ] |
| 2017  | 1.   | A lyga | 8.      | [ 13 ] |
| 2018  | 1.   | A lyga | 5.      | [ 14 ] |
| 2019  | 1.   | A lyga | 4.      | [ 15 ] |
| 2020  | 1.   | A lyga | 3.      | [ 16 ] |
| 2021  | 1.   | A lyga | 3.      | [ 17 ] |
| 2022  | 1.   | A lyga | 2.      | [ 18 ] |
| 2023  | 1.   | A lyga | 4.      | [ 19 ] |
| 2024  | 1.   | A lyga | 3.      | [ 20 ] |

## Sukcesy

### Trofea krajowe
| \| \| Zdobyte trofea w rozgrywkach Litwy (stan na: 5-11-2024) \| |                                                         |      |                  |
| Rozgrywki                                                        | Osiągnięcie                                             | Razy | Sezon(y)         |
| Mistrzostwo                                                      | I miejsce                                               | 0    |                  |
| Mistrzostwo                                                      | II miejsce                                              | 1    | 2022             |
| Mistrzostwo                                                      | III miejsce                                             | 3    | 2020, 2021, 2024 |
| Puchar                                                           | zdobywca                                                | 0    |                  |
| Puchar                                                           | finalista                                               | 0    |                  |
| Puchar                                                           | 1/2 finału                                              | 2    | 2018, 2023       |
| II liga                                                          | I miejsce                                               | 0    |                  |
| II liga                                                          | II miejsce                                              | 0    |                  |
| II liga                                                          | III miejsce                                             | 0    |                  |
| II liga                                                          | 4 miejsce                                               | 1    | 2014             |
| Litwa                                                            | Zdobyte trofea w rozgrywkach Litwy (stan na: 5-11-2024) |      |                  |

- II lyga:
  - wicemistrz (1x): 2010

## Europejskie puchary
Legenda do wszystkich tabel:
- Q – runda eliminacyjna, 1/16, 1/8, 1/4, 1/2 – odpowiednia faza rozgrywek, Grupa – runda grupowa, 1r gr – pierwsza runda grupowa, 2r gr – druga runda grupowa, F – finał, R – runda, PO – play-off
- k. – rzuty karne, los. – losowanie, Dogr. – dogrywka, w. – zasada bramek strzelonych na wyjeździe

| Sezon   | Rozgrywki               | Runda | Klub             | Dom     | Wyjazd  | Ogólnie |
| ------- | ----------------------- | ----- | ---------------- | ------- | ------- | ------- |
| 2019/20 | Liga Europy             | 1Q    | Apollon Limassol | 0–2     | 0–4     | 0–6     |
| 2020/21 | Liga Europy             | 1Q    | FK Bodø/Glimt    | 1–6 (W) | 1–6 (W) | 1–6 (W) |
| 2021/22 | Liga Konferencji Europy | 1Q    | Europa           | 2–0     | 0–0     | 2–0     |
| 2021/22 | Liga Konferencji Europy | 2Q    | The New Saints   | 0–5     | 1–5     | 1–10    |
| 2022/23 | Liga Konferencji Europy | 1Q    | MFK Ružomberok   | 0–0     | 0–2     | 0–2     |
| 2023/24 | Liga Konferencji Europy | 2Q    | Lech Poznań      | 1–2     | 1–3     | 2–5     |
| 2025/26 | Liga Konferencji        | 1Q    | Pen-y-Bont       | 3–0     | 1–1     | 4–1     |
| 2025/26 | Liga Konferencji        | 2Q    | Valur            | 1–1     | 2–1     | 3–2     |
| 2025/26 | Liga Konferencji        | 3Q    | Arda Kyrdżali    | 0–1     | 0–2     | 0–3     |

## Stadion
Klub rozgrywa swoje mecze domowe na stadionie S. Dariusa i S. Girėnasa w mieście Kowno, który może pomieścić 9 500 widzów, w tym 8 248 miejsc siedzących.

## Piłkarze, trenerzy, prezydenci i właściciele klubu

### Piłkarze

#### Aktualny skład zespołu
Stan na 8 kwietnia 2025 (alyga.lt)
| Nr | Poz. | Piłkarz                 |
| -- | ---- | ----------------------- |
| 2  | OB   | Tautvydas Burdzilauskas |
| 3  | OB   | Anton Tolordava         |
| 5  | OB   | Dejan Kerkez            |
| 6  | PO   | Damjan Pavlović         |
| 7  | PO   | Amine Benchaib          |
| 8  | PO   | Vilius Armanavičius     |
| 9  | PO   | Temur Chogadze          |
| 10 | PO   | Gratas Sirgėdas         |
| 11 | NA   | Fedor Černych           |
| 14 | PO   | Divine Naah             |
| 17 | NA   | Oyinlola Kayode         |
| 19 | NA   | Romualdas Jansonas      |
| 21 | OB   | Haymenn Bah-Traoré      |

| Nr | Poz. | Piłkarz                 |
| -- | ---- | ----------------------- |
| 22 | BR   | Deividas Mikelionis     |
| 23 | OB   | Aldayr Hernández        |
| 28 | PO   | Ernestas Burdziliauskas |
| 30 | PO   | Nidas Vosylius          |
| 35 | BR   | Jurgis Mikšiūnas        |
| 37 | OB   | Nosa Edokpolor          |
| 55 | BR   | Tomas Švedkauskas       |
| 66 | OB   | Eduardas Jurjonas       |
| 70 | PO   | Fabien Ourega           |
| 77 | NA   | Dejan Georgijević       |
| 79 | PO   | Valdas Paulauskas       |
| 80 | PO   | Edvinas Kloniūnas       |
| 83 | OB   | Pijus Nainys            |